# Массон, Михаил Евгеньевич
Михаи́л Евге́ньевич Массо́н (21 ноября (3 декабря) 1897, Санкт-Петербург — 2 октября 1986, Ташкент) — советский, узбекский археолог и историк-востоковед. Заслуженный деятель науки УзССР (1944), академик АН Туркменской ССР (1951).

## Биография
Родители: отец — Евгений Людвигович Массон, был потомком обрусевшего французского аристократа, перебравшегося в Российскую империю во времена якобинского террора, топограф; мать — Антонина Николаевна Шпаковская. Михаил Евгеньевич Массон почти с самого своего рождения жил с матерью в Самарканде. Учился в Самаркандской мужской гимназии. В 1908—1909 гг. принимал участие в раскопках обсерватории Улугбека, которыми руководил археолог В. Л. Вяткин. 1 июня 1912 года Вяткин назначил Массона заведующим раскопочной площадкой.

Михаил Евгеньевич Массон, гимназист, 1916 год. Самарканд

В 1916 году Массон окончил Самаркандскую гимназию (с золотой медалью). В 1916 он начал учиться в Петроградском политехническом институте на инженера-ирригатора. После призыва на военную службу он воевал на Юго-Западном фронте, где в 1917 году был избран членом Совета рабочих и солдатских депутатов.
В 1918 году М. Е. Массон вернулся в Самарканд. В Самарканде М. Е. Массон работал заведующим Самаркандским областным музеем, коллекция которого благодаря его деятельности обогатилась различными экспонатами. В 1924 году он был переведен в Ташкент для работы в Туркестанском (позднее — Узбекском) Комитете по делам музеев и охраны памятников старины и искусства в качестве заведующего археологическим отделом Главного Среднеазиатского музея. В это время он учился на курсах Туркестанского Восточного института, а также вел археологические исследования при реставрации памятников старины в Средней Азии и осуществлял работу инструктора по музейным делам в республиках Средней Азии.
С 1929 по 1936 года Массон занимался историей горного дела при Геологическом комитете Узбекистана, где им была создана обширная геологическая библиотека. Эту работу он совмещая работу с заведованием археологическим сектором узбекского Комитета по делам музеев и охраны памятников старины и искусства.
С 1936 года Михаил Евгеньевич Массон являлся заведующим кафедрой археологии Среднеазиатского государственного университета в Ташкенте. С 1940 года — профессор университета.
Умер Михаил Евгеньевич Массон в Ташкенте в 1986 году. Похоронен на Домбрабадском кладбище Ташкента.
Позднее в честь Михаила Массона была названа одна из улиц Ташкента.

### Семья
Первая жена — Ксения Ивановна, покончила с собой. Вторая жена Михаила Евгеньевича — Галина Анатольевна Пугаченкова была известным советским, узбекским археологом, академиком АН Узбекской ССР, неутомимым исследователем Туркестана.
Его сын от первой жены — Вадим Массон также стал известным учёным-археологом.

### Научные достижения
М. Е. Массоном проводились раскопки кушанского и средневекового Термеза (1936—1938). Вёл исследования в городе Туркестане — тогда расположенном на территории Туркестанской АССР РСФСР (сейчас — ЮКО РК).
В 1934 году Массон обследовал туркестанское городище Куль-Ата, снял план замковых руин, шахристана (посада) и ближайшей округи, выявив множественные следы металлургического производства.
С 1946 года Массон являлся руководителем Южно-Туркменистанской археологической комплексной экспедиции, ведущей работы в Туркменской ССР. Под его руководством проводились раскопки парфянских античных городищ Нисы и Мерва. Исследования М. Е. Массона были посвящены доказательству существования в Средней Азии рабовладельческого строя, закономерностям развития таких среднеазиатских городов как Самарканд, Бухара, Ташкент и других, истории денежного хозяйства и горного дела, архитектуре, эпиграфике, исторической географии Средней Азии.

### Научная школа
Им была создана Среднеазиатская школа археологии, а также подготовлены специалисты, ставшие впоследствии ведущими археологами Центральной Азии.
Ученики Михаила Евгеньевича Массона О. М. Ростовцев, Б. Д. Кочнев, Э. Ртвеладзе, Н. Б. Немцева.

### Награды
- орден Трудового Красного Знамени (20.02.1968)[3]

### Избранные труды
- О постройке мавзолея Ходжа Ахмеда Яссави в г. Туркестане // Изв. Среднеазиатского географического общества, т. 19, Таш., 1929;
- По поводу некоторых монетных находок, зарегистрированных на территории Казахстана до 1942 года // Вестник АН КазССР, 1948.

## Память
Именем Михаила Массона была названа одна из улиц Ташкента в Сергелийском районе, в 2013 году она была переименована в улицу Обихаёт.